# South Oxfordshire
Il South Oxfordshire è un distretto dell'Oxfordshire, Inghilterra, Regno Unito, con sede a Crowmarsh Gifford.
Il distretto fu creato con il Local Government Act 1972, il 1º aprile 1974 dalla fusione dei municipal borough di Henley-on-Thames e Wallingford (prima parte del Berkshire) con il distretto urbano di Thame, il distretto rurale di Wallingford (prima parte del Berkshire), il distretto rurale di Bullingdon e il distretto rurale di Henley.

## Parrocchie civili
- Adwell
- Aston Rowant
- Aston Tirrold
- Aston Upthorpe
- Beckley and Stowood
- Benson
- Berinsfield
- Berrick Salome
- Binfield Heath
- Bix and Assendon
- Brightwell Baldwin
- Brightwell-cum-Sotwell
- Britwell Salome
- Chalgrove
- Checkendon
- Chinnor
- Cholsey
- Clifton Hampden
- Crowell
- Crowmarsh
- Cuddesdon and Denton
- Culham
- Cuxham with Easington
- Didcot
- Dorchester
- Drayton St. Leonard
- East Hagbourne
- Elsfield
- Ewelme
- Eye and Dunsden
- Forest Hill with Shotover
- Garsington
- Goring
- Goring Heath
- Great Haseley
- Great Milton
- Harpsden
- Henley-on-Thames
- Highmoor
- Holton
- Horspath
- Ipsden
- Kidmore End
- Lewknor
- Little Milton
- Little Wittenham
- Long Wittenham
- Mapledurham
- Marsh Baldon
- Moulsford
- Nettlebed
- Newington
- North Moreton
- Nuffield
- Nuneham Courtenay
- Pishill with Stonor
- Pyrton
- Rotherfield Greys
- Rotherfield Peppard
- Sandford-on-Thames
- Shiplake
- Shirburn
- Sonning Common
- South Moreton
- South Stoke
- Stadhampton
- Stanton St. John
- Stoke Row
- Stoke Talmage
- Swyncombe
- Sydenham
- Tetsworth
- Thame
- Tiddington-with-Albury
- Toot Baldon
- Towersey
- Wallingford
- Warborough
- Waterstock
- Watlington
- West Hagbourne
- Wheatfield
- Wheatley
- Whitchurch-on-Thames
- Woodcote
- Woodeaton
- Waterperry with Thomley